# Матија Амброжич
Матија Амброжич (24. фебруар 1889 — 15. јул 1966) био је педијатар, професор Медицинског факултета у Београду.

## Биографија
Рођен је 24. фебруара 1889. у Храстеници, срез Љубљана, у Аустроугарској (данас Општина Доброва - Полхов Градец, Словенија) и по народности је био Словенац. Године 1910. уписао је Медицински факултет је у Бечу. Због свог деловања и своје политичке оријентације био је затваран и прогањан од стране аустријске полиције, па је студије завршио са закашњењем 1918. године. У периоду од 1918. до 1921. године специјализирао је педијатрију у Дечјој болници „Света Ана“ у Бечу. По завршетку студирања, од 1919. до 1926. радио је у Општој државној болници у Љубљани, где је 1923. иницирао оснивање Завода за социјално хигијенску заштиту деце са првом школом за дечје медицинске сестре у Словенији. Постављен је за првог управника Завода. Године 1926. основао је прву дечју колонију за незбринуту децу у селу Луковици, Словенија. Исте године се преселио у Београд где је постао ванредни професор Медицинског факултета.
Године 1929. основао је први Огледни дечји диспанзер у Београду и колонију за незбринуту децу која постоји и данас у селу Милошевац. Први југословенски конгрес педијатара организовао је на Бледу 1934. године.
По Амброжичевом плану унутрашњег уређења и пројекту архитекте Милана Злоковића, започета је градња модерне зграде Дечје клинике у Београду, 1936. године. Наредне, 1937. године, организовао је Европски конгрес за заштиту мајке и детета у Београду. Током Другог светског рата био је затворен у Бањичком логору (1941/42). Пензионисан је по изласку из логора, да би 1944. године био поново постављен за управника Дечје клинике. Од 1946. до 1960. био је редовни професор педијатрије на Медицинском факултету. Пензионисан је 1960. у својој 71 години живота.
Матија је био управник је Дечје клинике и катедре за педијатрију Мадицинског факултета од њеног оснивања. Први је у нас почео да се бави социјалном педијатријом. Саставио је пројекат првог закона за здравствену заштиту мајки и деце. Тежиште свог стручног, научног и организацијског рада посветио је превентивној медицини. Објавио је више научних и стручних радова, првенствено из социјалне педијатрије, о поремећајима у исхрани деце.
Матија Амброжич био је цењен и ван граница земље. Један је од оснивача и дугогодишњи председник Удружења педијатара Југославије и њен преставник у УНИЦЕФ-у.
Умро је у Београду 1966. у 77. години.